# Ulanhu
Ulanfu, (mongol : ᠤᠯᠠᠭᠠᠨᠬᠦᠦ, cyrillique : Улаанхүү, MNS : Ulaankhuu, littéralement : fils rouge ; translittération en chinois simplifié : 乌兰夫 ; chinois traditionnel : 烏蘭夫 ; pinyin : Wūlánfū) né le 23 décembre 1906 et décédé le 8 décembre 1988, également connu par son nom en chinois de Yun Ze (云泽 / 雲澤, yún zé) est le président fondateur de la Région autonome de Mongolie-Intérieure, en République populaire de Chine.

## Biographie
Il naît dans la bannière gauche de Tumd le 23 décembre 1906 (alors Dynastie Qing), non loin de Hohhot, dans une famille de pasteurs, où il suit l'école élémentaire.
Sous la République de Chine (1912-1949), il étudie ensuite au lycée mongol-tibétain (蒙藏学校) de Beiping (aujourd'hui Pékin). Il s'engage en 1924 dans la Ligue de la jeunesse socialiste chinoise, qui deviendra ensuite la Ligue de la jeunesse communiste chinoise.
En mai 1925, il prend part au Mouvement du 30 Mai. Il s'engage au parti communiste chinois en septembre.
Il étudie ensuite à l'Université Sun Yat-sen de Moscou où il aura des camarades tels que Deng Xiaoping, Wu Xiuquan.